# Eyes of Darkness
Eyes of Darkness är hårdrocksgruppen Axxis sjunde studioalbum. Albumet släpptes 2001.

## Låtlista
1. "Eyes of Darkness" - 6:44
2. "Wonderland" - 3:08
3. "The Four Horsemen" - 5:09 (cover av Aphrodite's Child)
4. "Brandnew World" - 3:19
5. "When the Sun Goes Down" - 4:10
6. "Shadow of the Light" - 4:34
7. "Keep Flying" - 4:12
8. "Battlefield of Life" - 3:43
9. "One Million Faces" - 3:25
10. "At the Crack of Dawn" - 4:38
11. "Angel" - 4:17
12. "Larger Than Life" - 3:18
13. "Lost in Love" - 4:05
14. "Shadowman" (video)
15. "Rockmine" (spel)